# Завод тяжёлого станкостроения (Коломна)
Коломенский завод тяжёлых станков, КЗТС, Завод № 4, «ГАРОЗ», Завод сельскохозяйственных машин имени К. Е. Ворошилова  — предприятие машиностроения в городе Коломна. С 2001 года имеет юридический статус Закрытое акционерное общество.

## История
23 июня 1914 года Товарищество «Эмиль Липгарт и К°» обратилось к московскому губернатору с просьбой выдать разрешение на открытие Бочмановской фабрики сельскохозяйственных машин. Земля для строительства была выкуплена в 1912 году у крестьян деревни Бочманово, по которой и получило название новое предприятие, выпускавшее сельскохозяйственную технику. В 1915 году фабрика была выкуплена Коломенским машиностроительным заводом и на ней организовано производство снарядов. После Октябрьской революции фабрика была преобразована в Государственный артиллерийский ремонтно-опытный завод (ГАРОЗ). Заводу было присвоено имя К.Е. Ворошилова. В документации он обычно назывался «Завод № 4», с 1939 года подчинялся Народному комиссариату вооружения СССР. С мая 1943 г. завод был переименован в «Государственный Союзный завод № 79». В открытых источниках его именовали «Завод сельскохозяйственных машин имени К. Е. Ворошилова». Завод занимался в основном ремонтом артиллерийского вооружения Красной Армии и опытными работами по новым образцам. С началом Великой Отечественной войны начал массовое производство зенитных орудий и другого артиллерийского вооружения. Часть завода была эвакуирована в Красноярск, где был создан завод № 4, ныне Красноярский машиностроительный завод. После окончания войны преобразован в завод тяжёлого станкостроения. В 2001 года часть федерального государственного унитарного предприятия Производственное Объединение «Коломенский завод тяжёлого станкостроения» была преобразована в закрытое акционерное общество.
В 2014 году исполнилось 100-лет со дня основания Эмилем Липгартом Бочмановского завода сельскохозяйственных машин, ставшего впоследствии Коломенским заводом тяжёлого станкостроения.
В период с 2011 по 2013 годы существенная часть территории и производственных мощностей бывшего Коломенского завода тяжелого станкостроения (включая ЗАО «КЗТС») была поглощена Производственным центром «Станкотех» (головная организация — АО «Станкотех», с 2016 г. входит в состав станкостроительной компании «СТАН»).
Производственный центр «Станкотех» специализируется на выпуске тяжёлого и уникального оборудования массой до 860 тонн для предприятий тяжёлого машиностроения, авиационно-космической отрасли и ВПК.
Помимо изготовления новых станков и прессов «Станкотех» выполняет капитальный ремонт и модернизацию металлорежущих станков и прессов. Приоритетное направление работы — капитальный ремонт и модернизация тяжелых станков и прессов, в том числе выпущенных ранее Коломенским заводом тяжёлых станков.

## Знаменитые работники ЗТС
- Федосеев, Александр Иванович — Герой Социалистического Труда, бригадир слесарей-сборщиков.
- Б. С. Чекалин — кавалер ордена Ленина, лауреат Государственной премии СССР, старший инженер-технолог отдела главного технолога.
- И. И. Жохов — кавалер ордена Ленина, токарь цеха валов и шестерён.
- А. К. Устинов — расточник, 64 года трудового стажа на этом заводе